# Rafaela Herrera
Rafaela Herrera y Torreynosa, född 6 augusti 1742, död 30 maj 1805, var en nicaraguansk nationalhjälte. Hon är ihågkommen för sitt försvar av fortet Immaculate Conception i El Castillo, under Slaget vid Río San Juan de Nicaragua mot britterna under sjuårskriget år 1762.